# El Periquillo Sarniento
El Periquillo Sarniento é um romance considerado a obra-prima do escritor mexicano José Joaquín Fernández de Lizardi publicado pela primeira vez em 1816, durante a Guerra da Independência do México.